# Taarbæk
Taarbæk é uma pequena cidade portuária dinamarquesa com área de 1,15 km de comprimento e 230 m de largura localizada próxima a Copenhague.
O time de futebol da cidade Taarbæk Idrætsforening fundado em 1908 está entre os mais antigos clubes da Dinamarca.
A cidade é o porto de registro do navio porta-contêineres Emma Mærsk maior navio comercial em operação.

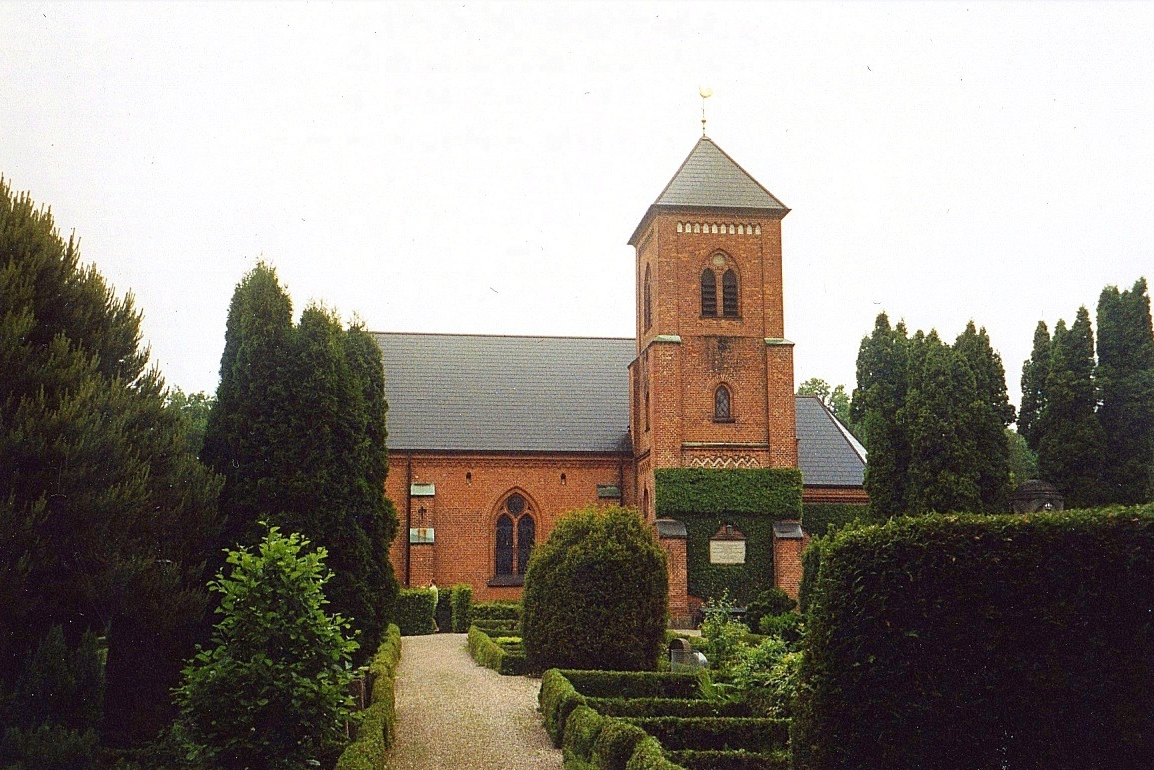
Igreja de Taarbæk.